# Celendín (tỉnh)
Tỉnh Celendín (tiếng Tây Ban Nha: Provincia de Celendín) là một tỉnh thuộc vùng Cajamarca của Peru. Tỉnh Celendín có diện tích 2642 km², dân số thời điểm theo điều tra dân số ngày 11 tháng 7 năm 1993 là 82436 người. Tỉnh lỵ đóng ở Celendín.